# Tablica potomków
Tablica potomków (także: drzewo, wykres lub lista) – tablica genealogiczna obejmująca wszystkich bezpośrednich potomków danej osoby (zwanej probantem), potocznie nazywana drzewem genealogicznym.
Współcześnie tablica potomków zawiera w sobie zarówno wszystkich synów jak i wszystkie córki. W przeszłości dotyczył jedynie synów, a córki — tylko jeśli dziedziczyły nazwisko, majątek, tytuły czy koronę.
W tablicy potomków wymienia się kolejne pokolenia zstępnych. Kolejność rodzeństwa zachowuje się według starszeństwa (tj. kolejności urodzenia).

## Formy prezentacji
Tablica potomków można przedstawić w formie tablicy poziomej lub pionowej, w której wspólny przodek znajduje się z jednej strony (np. na górze albo z lewej strony), a jego zstępni z przeciwstawnej strony (np. na dole albo z prawej strony).

### Układ poziomy
```
 syn    syn        syn   syn   córka   syn        córka    syn
  │      │          │      │     │      │           │       │
  └──┬───┘          │      └─────┼──────┘           └───┬───┘
     │              │            │                      │
   córka           syn         córka        córka     córka
     │              │            │            │         │
     └──────┬───────┘            └────────────┼─────────┘
            │                                 │
           syn                              córka
            │                                 │
            └───────────────┬─────────────────┘
                            │
                     wspólny przodek
```

### Układ poziomy odwrócony
```
                     wspólny przodek
                            │
            ┌───────────────┴─────────────────┐
            │                                 │
           syn                              córka
            │                                 │
     ┌──────┴───────┐            ┌────────────┼─────────┐
     │              │            │            │         │
   córka           syn         córka        córka     córka
     │              │            │                      │
  ┌──┴───┐          │      ┌─────┼──────┐           ┌───┴───┐
  │      │          │      │     │      │           │       │
 syn    syn        syn   syn   córka   syn        córka    syn
```

### Układ pionowy
```
                                          ┌── syn
                            ┌── córka ────┤
                            │             └── syn
              ┌── syn   ────┤
              │             │
              │             └──  syn  ─────── syn
              │
    wspólny ──┤                           ┌── syn
    przodek   │                           │
              │             ┌── córka ────┼── córka
              │             │             │
              └── córka ────┤             └── syn
                            │
                            ├── córka
                            │             ┌── córka
                            └── córka ────┤
                                          └── syn

```

### Lista
Tablica potomków może mieć też postać listy potomków, w której wspólny przodek znajduje się na początku (na górze listy), a kolejni potomkowie wymienieni są w sposób uporządkowany w kolejnych wersach.
```
wspólny przodek
 │
 ├──> syn
 │     │
 │     ├──> córka
 │     │     │
 │     │     ├──> syn
 │     │     │
 │     │     └──> syn
 │     │
 │     └──> syn
 │           │
 │           └──> syn
 │
 └──> córka
       │
       ├──> córka
       │     │
       │     ├──> syn
       │     │
       │     ├──> córka
       │     │
       │     └──> syn
       │
       ├──> córka
       │
       └──> córka
             │
             ├──> córka
             │
             └──> syn
```

W miejsce linii i strzałek często stosuje się wybrany system oznaczania potomków, np. 
```
1.   Wspólny przodek
   1.1.   syn
      1.1.1.   córka
         1.1.1.1.   syn
         1.1.1.2.   syn
      1.1.2.   syn
         1.1.2.1.   syn
   1.2.   córka
      1.2.1.   córka
         1.2.1.1.   syn
         1.2.1.2.   córka
         1.2.1.3.   syn
      1.2.2.   córka
      1.2.3.   córka
         1.2.3.1.   córka
         1.2.3.2.   syn
```

## Systemy oznaczania potomków

### System d'Aboville'a
W systemie d'Aboville każde dziecko otrzymuje numer rodzica z dodaną cyfrą odpowiadającą swojej kolejności urodzenia.
```
1. Przodek
1.1. Pierwsze dziecko
1.1.1 Wnuk (tj. dziecko pierwszego dziecka przodka)
1.2. Drugie dziecko
1.2.1. Pierwszy wnuk (tj. dziecko drugiego dziecka przodka)
1.2.1.1. Prawnuk
1.2.2. Drugi wnuk
```

Dzieci z kolejnych małżeństw otrzymują liczby wzbogacone o kolejną literę.
```
1. przodek x(1) pierwszy małżonek x(2) drugi małżonek
1a.1. dziecko z pierwszego małżeństwa
1a.2. dziecko z pierwszego małżeństwa
1b.3. dziecko z drugiego małżeństwa
```